# Tercera División 1930-1931 (Spagna)
Il campionato di Tercera División 1930-1931 fu il 2º campionato avente questa dicitura ed era il terzo livello del campionato spagnolo composto da 25 squadre divise in 4 gruppi zonali. Le prime di ogni gruppo si affrontarono in Semifinali e Finale.
Vide la vittoria finale del Celta di Vigo e relativa promozione in Segunda División 1931-32.

## Gruppo 1
Classifica
|  | Pos. | Squadra         | Pt | G  | V | N | P | GF | GS | DR  |
|  | ---- | --------------- | -- | -- | - | - | - | -- | -- | --- |
|  | 1.   | Celta Vigo      | 20 | 14 | 8 | 4 | 2 | 46 | 18 | +28 |
|  | 2.   | Real Valladolid | 18 | 14 | 6 | 6 | 2 | 25 | 18 | +7  |
|  | 3.   | Racing Ferrol   | 17 | 14 | 6 | 5 | 3 | 34 | 24 | +10 |
|  | 4.   | Club Gijon      | 14 | 14 | 5 | 4 | 5 | 27 | 34 | -7  |
|  | 5.   | National Madrid | 13 | 14 | 5 | 3 | 6 | 26 | 34 | -8  |
|  | 6.   | Leonesa         | 11 | 14 | 3 | 5 | 6 | 25 | 33 | -8  |
|  | 7.   | Racing Madrid   | 10 | 14 | 3 | 4 | 7 | 23 | 35 | -12 |
|  | 8.   | Stadium Avilés  | 9  | 14 | 4 | 1 | 9 | 29 | 39 | -10 |

Verdetto
- Qualificato alle Semifinali: Celta

## Gruppo 2
Classifica
|  | Pos. | Squadra         | Pt | G  | V  | N | P  | GF | GS | DR  |
|  | ---- | --------------- | -- | -- | -- | - | -- | -- | -- | --- |
|  | 1.   | Barakaldo       | 23 | 14 | 10 | 3 | 1  | 39 | 14 | +25 |
|  | 2.   | Logroño         | 22 | 14 | 10 | 2 | 2  | 46 | 19 | +27 |
|  | 3.   | Osasuna         | 20 | 14 | 9  | 2 | 3  | 43 | 21 | +22 |
|  | 4.   | Real Saragozza  | 13 | 14 | 6  | 1 | 7  | 26 | 46 | -20 |
|  | 5.   | Sestao Sport    | 11 | 14 | 5  | 1 | 8  | 28 | 29 | -1  |
|  | 6.   | Tolosa CF       | 10 | 14 | 4  | 2 | 8  | 40 | 41 | -1  |
|  | 7.   | Patria Aragon   | 10 | 14 | 5  | 0 | 9  | 28 | 41 | -13 |
|  | 8.   | Atletico Aurora | 3  | 14 | 1  | 1 | 12 | 13 | 52 | -39 |

Verdetto
- Qualificato alle Semifinali: Barakaldo

## Gruppo 3
Classifica
|  | Pos. | Squadra        | Pt | G  | V | N | P | GF | GS | DR  |
|  | ---- | -------------- | -- | -- | - | - | - | -- | -- | --- |
|  | 1.   | Sporting Canet | 14 | 10 | 6 | 2 | 2 | 20 | 16 | +4  |
|  | 2.   | Sabadell       | 12 | 10 | 5 | 2 | 3 | 23 | 20 | +3  |
|  | 3.   | Badalona       | 12 | 10 | 5 | 2 | 3 | 23 | 11 | +12 |
|  | 4.   | Júpiter        | 12 | 10 | 5 | 2 | 3 | 22 | 12 | +10 |
|  | 5.   | Torrelavega    | 8  | 10 | 3 | 2 | 5 | 17 | 24 | -7  |
|  | 6.   | Levante        | 2  | 10 | 0 | 2 | 8 | 11 | 33 | -22 |

Verdetto
- Qualificato alle Semifinali: Sporting Canet

## Gruppo 3 bis
Classifica
|  | Pos. | Squadra           | Pt | G | V | N | P | GF | GS | DR |
|  | ---- | ----------------- | -- | - | - | - | - | -- | -- | -- |
|  | 1.   | Recreativo Huelva | 5  | 4 | 2 | 1 | 1 | 8  | 6  | +2 |
|  | 2.   | Malagueño         | 4  | 4 | 2 | 0 | 2 | 8  | 6  | +2 |
|  | 3.   | FC Cartagena      | 3  | 4 | 1 | 1 | 2 | 5  | 9  | -4 |

Verdetto
- Qualificato alle Semifinali: Recreativo Huelva

## Playoff
|                   | Semifinali |                   | Luogo e data             |  |
| ----------------- | ---------- | ----------------- | ------------------------ |  |
| Sporting Canet    | 1 - 1      | Recreativo Huelva | Canet, 15 marzo 1931     |  |
| Barakaldo         | 0 - 0      | Celta Vigo        | Baracaldo, 28 marzo 1931 |  |
| Recreativo Huelva | 3 - 0      | Sporting Canet    | Huelva, 22 marzo 1931    |  |
| Celta Vigo        | 1 - 1      | Barakaldo         | Vigo, 4 aprile 1931      |  |
|                   | Spareggio  |                   | Luogo e data             |  |
| Celta Vigo        | 3 - 2      | Barakaldo         | Madrid, 11 aprile 1931   |  |
|                   | Finale     |                   | Luogo e data             |  |
| Celta Vigo        | 4 - 0      | Recreativo Huelva | Vigo, 18 aprile 1931     |  |
| Recreativo Huelva | 3 - 0      | Celta Vigo        | Huelva, 25 aprile 1931   |  |

Verdetto
- Celta di Vigo promosso in Segunda División 1931-32